# Хосе Грегоріо Монагас
Хосе Грегоріо Монагас (ісп. José Gregorio Monagas; 4 травня 1795 — 15 липня 1858) — президент Венесуели у 1851—1855 роках, брат Хосе Тадео Монагаса.

## Біографія
Хосе Грегоріо Монагас народився в Арагуа-де-Барселона 1795 року в родині Франсіско Хосе Монагаса, купця з Канарських островів, та Перфекти Бургос, яка народилась у Кохедесі. Монагас розпочав свою військову кар'єру в доволі ранньому віці, 1813 року, разом зі своїм братом Хосе Тадео.
Під час війни за незалежність Венесуели Монагас брав участь у багатьох важливих кампаніях проти іспанських роялістів на чолі з Хуана Домінго де Монтеверде та Хосе Томасом Бовесом. За відвагу, проявлену ним у битві при Карабобо, герой венесуельської боротьби за незалежність Симон Болівар назвав його Першим списом сходу.
1851 року Монагас замінив свого брата на посту президента Венесуели. Під час свого перебування на чолі держави Монагас проголосив Венесуелу вільною від рабства, що було закріплено указом від 24 березня 1854 року.
1858 року Монагаса було захоплено в Барселоні генералом Хусто Брісеньйо. Після цього його було ув'язнено в замку Сан-Карлос-дель-Суліа. В липні того ж року губернатор Суліа Хосе Серрано переправив його до Маракайбо, де він і помер одразу після переїзду, 15 липня 1858 року.